# Хазри
Хазри (азерб. Xəzri) — азербайджанский автомат, АК-74М, выпускался с 2011 года по 2021 год по российской лицензии.

## История
Контракт подписан в 2010 году между «Рособоронэкспортом» и МОП Азербайджана на 10 лет. Исполнителем контракта с российской стороны является ОАО «Концерн „Ижмаш“». Комплектующие узлы и детали для автоматов будут поставляться из России. Также возможно производство деталей и узлов в Азербайджане по мере освоения производства. Согласно условиям контракта, все произведенные в Азербайджане автоматы будут поставляться только государственным силовым структурам страны.
11 июня 2011 года в военном параде Баку участвовали военнослужащие подразделения спецназа пограничных войск Азербайджана, вооружённые автоматами «Хазри».
15 мая 2019 года представитель Азербайджана на международной выставке вооружений MILEX-2019 сообщил, что Азербайджан уже выпустил более 100 тысяч автоматов «Хазри».

## Варианты и модификации
- «Хазри» — вариант под патрон 5,45×39 мм (конструктивный аналог АК-74М)
- AZ-7,62 — модернизированный до уровня «Хазри» вариант 7,62-мм автоматов Калашникова с телескопическим прикладом, новым цевьем с прицельной планкой (обеспечивающим установку прицелов), новым 30-зарядным магазином (с прозрачным окном в боковой стенке, позволяющим видеть количество патронов) и двухкамерным пламегасителем по образцу АК-74 (один демонстрационный образец был представлен 19 апреля 2016 года на оружейной выставке «Defense Service Asia-2016» в г. Куала-Лумпур)[4]

## Страны-эксплуатанты
- Азербайджан — Вооружённые силы Азербайджана[3]